# 스타워즈: 배틀프론트
스타워즈: 배틀프론트(Star Wars: Battlefront)는 스타워즈 영화에 기반을 둔 1인칭 및 3인칭 슈팅 게임 시리즈이다. 플레이어는 스타워즈 세계관의 각기 다른 시대에서 병사 역할을 맡는다.
2004년 루카스아츠가 스타워즈: 배틀프론트와 함께 시작했으며 이 게임은 루카스아츠를 위해 팬더믹 스튜디오가 개발에 참여했다. 이 게임은 좋은 평가를 받았으며 판매량도 양호했다. 2005년에 팬더믹이 후속작 스타워즈: 배틀프론트 2를 개발했으며 상업적으로 성공했다. 이 게임들 뒤에 나온 스타워즈 배틀프론트: 레니게이드 스쿼드론(2007년), 스타워즈 배틀프론트: 엘리트 스쿼드론(2009년)-핸드핼드용, 스타워즈 배틀프론트: 모바일 스쿼드론-모바일 기기용이 출시되었다.

## 시리즈
| 2004 | 스타워즈: 배틀프론트                      |
| 2005 | 스타워즈: 배틀프론트 2                    |
| 2006 |                                           |
| 2007 | 스타워즈: 배틀프론트: 레니게이드 스쿼드론 |
| 2008 | 스타워즈: 배틀프론트: 엘리트 스쿼드론     |
| 2009 | 스타워즈: 배틀프론트: 모바일 스쿼드론     |
| 2010 |                                           |
| 2011 |                                           |
| 2012 |                                           |
| 2013 |                                           |
| 2014 |                                           |
| 2015 | 스타워즈: 배틀프론트                      |
| 2016 |                                           |
| 2017 | 스타워즈: 배틀프론트 2                    |